# Кодон

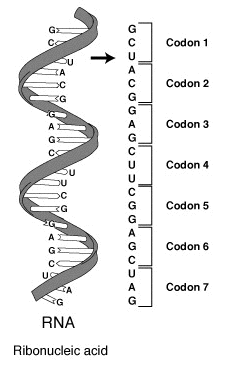
Последовательность кодонов в части молекулы мРНК. Каждый кодон состоит из трех нуклеотидов, обычно соответствующих единственной аминокислоте. Эта молекула мРНК указывает рибосоме синтезировать белок согласно данному генетическому коду.

Сначала ген из 4-символьного алфавита ДНК (A,T,G,C) переписывается с помощью процесса транскрипции в 4-символьный алфавит РНК (A,U,G,C), а из РНК могут быть переведены с помощью процесса трансляции в 20-символьный алфавит аминокислот синтезируемого белка.

Кодо́н (кодирующий тринуклеотид) — единица генетического кода, тройка нуклеотидных остатков (триплет) в ДНК или РНК, обычно кодирующих включение одной аминокислоты. Последовательность кодонов в гене определяет последовательность аминокислот в полипептидной цепи белка, кодируемого этим геном.

## Классификация
Поскольку существует 4 различных азотистых основания (аденин, гуанин, цитозин, тимин), а аминокислоты кодируются кодоном, состоящим из комбинаций трёх нуклеотидов, то по законам комбинаторики общее число кодонов равно числу размещений с повторениями: {\displaystyle {\bar {A}}_{n}^{k}=n^{k}}, {\displaystyle {\bar {A}}_{4}^{3}=4^{3}=64} комбинации, из которых 61 комбинация кодирует определённые аминокислоты, а 3 оставшихся кодона (UGA, UAG и UAA) сигнализируют об остановке трансляции полипептидной цепи и называются стоп-кодонами.
Стартовым кодоном у эукариотических организмов является триплет AUG в мРНК, кодирующий метионин, с которого начинается образование полипептидной цепи в процессе трансляции.
У некоторых прокариот стартовыми кодонами также являются GUG, AUU, CUG, UUG.
Так как в процессе биосинтеза белка в полипептидную цепь участвует всего 20 аминокислот, то различные кодоны могут кодировать одинаковые аминокислоты, такие кодоны принято называть изоакцепторными кодонами.

## Таблица кодонов РНК
| неполярный | полярный | основный | кислотный | (стоп-кодон) |

| 1-е основание | 2-е основание | 2-е основание       | 2-е основание | 2-е основание   | 2-е основание | 2-е основание                 | 2-е основание | 2-е основание     | 3-е основание |
| 1-е основание | U             | U                   | C             | C               | A             | A                             | G             | G                 | 3-е основание |
| ------------- | ------------- | ------------------- | ------------- | --------------- | ------------- | ----------------------------- | ------------- | ----------------- | ------------- |
| U             | UUU           | (Phe/F) Фенилаланин | UCU           | (Ser/S) Серин   | UAU           | (Tyr/Y) Тирозин               | UGU           | (Cys/C) Цистеин   | U             |
| U             | UUC           | (Phe/F) Фенилаланин | UCC           | (Ser/S) Серин   | UAC           | (Tyr/Y) Тирозин               | UGC           | (Cys/C) Цистеин   | C             |
| U             | UUA           | (Leu/L) Лейцин      | UCA           | (Ser/S) Серин   | UAA           | Стоп (охра)[B]                | UGA           | Стоп (опал)[B]    | A             |
| U             | UUG[A]        | (Leu/L) Лейцин      | UCG           | (Ser/S) Серин   | UAG           | Стоп (янтарь)[B]              | UGG           | (Trp/W) Триптофан | G             |
| C             | CUU           | (Leu/L) Лейцин      | CCU           | (Pro/P) Пролин  | CAU           | (His/H) Гистидин              | CGU           | (Arg/R) Аргинин   | U             |
| C             | CUC           | (Leu/L) Лейцин      | CCC           | (Pro/P) Пролин  | CAC           | (His/H) Гистидин              | CGC           | (Arg/R) Аргинин   | C             |
| C             | CUA           | (Leu/L) Лейцин      | CCA           | (Pro/P) Пролин  | CAA           | (Gln/Q) Глутамин              | CGA           | (Arg/R) Аргинин   | A             |
| C             | CUG[A]        | (Leu/L) Лейцин      | CCG           | (Pro/P) Пролин  | CAG           | (Gln/Q) Глутамин              | CGG           | (Arg/R) Аргинин   | G             |
| A             | AUU           | (Ile/I) Изолейцин   | ACU           | (Thr/T) Треонин | AAU           | (Asn/N) Аспарагин             | AGU           | (Ser/S) Серин     | U             |
| A             | AUC           | (Ile/I) Изолейцин   | ACC           | (Thr/T) Треонин | AAC           | (Asn/N) Аспарагин             | AGC           | (Ser/S) Серин     | C             |
| A             | AUA           | (Ile/I) Изолейцин   | ACA           | (Thr/T) Треонин | AAA           | (Lys/K) Лизин                 | AGA           | (Arg/R) Аргинин   | A             |
| A             | AUG[A]        | (Met/M) Метионин    | ACG           | (Thr/T) Треонин | AAG           | (Lys/K) Лизин                 | AGG           | (Arg/R) Аргинин   | G             |
| G             | GUU           | (Val/V) Валин       | GCU           | (Ala/A) Аланин  | GAU           | (Asp/D) Аспарагиновая кислота | GGU           | (Gly/G) Глицин    | U             |
| G             | GUC           | (Val/V) Валин       | GCC           | (Ala/A) Аланин  | GAC           | (Asp/D) Аспарагиновая кислота | GGC           | (Gly/G) Глицин    | C             |
| G             | GUA           | (Val/V) Валин       | GCA           | (Ala/A) Аланин  | GAA           | (Glu/E) Глутаминовая кислота  | GGA           | (Gly/G) Глицин    | A             |
| G             | GUG           | (Val/V) Валин       | GCG           | (Ala/A) Аланин  | GAG           | (Glu/E) Глутаминовая кислота  | GGG           | (Gly/G) Глицин    | G             |

A  Кодон AUG кодирует метионин и одновременно является сайтом инициации трансляции: первый кодон AUG в кодирующей области мРНК служит началом синтеза белка. Другие старт-кодоны (CUG, UUG и др.) редко используются в эукариотических ядерных геномах, но довольно часто — в прокариотах, митохондриях и пластидах.
B ^ ^ ^  Историческая подоплёка для обозначения трёх типов стоп-кодонов как янтарь (UAG), охра (UAA) и опал/умбра (UGA) описана в статье Стоп-кодон.
Расшифровка завершена в 1966 году.

## Неканонические значения кодонов
По крайней мере у 16 типов организмов генетический код отличается от канонического. Например многие виды зелёных водорослей Acetabularia транслируют стандартные стоп-кодоны UAG и UAA в аминокислоту глицин, а гриб Candida интерпретирует РНК-кодон CUG не как лейцин, а как серин. А у митохондрий пекарских дрожжей (Saccharomyces cerevisiae) четыре из шести кодонов, обычно транслирующихся в лейцин, кодируют треонин.
Существование таких вариаций свидетельствует о возможной эволюции генетического кода.
Представители всех трёх доменов живых организмов иногда прочитывают стандартный стоп-кодон UGA как 21-ю аминокислоту селеноцистеин, не относящуюся к 20 стандартным. Селеноцистеин образуется при химической модификации серина на стадии, когда последний ещё не отсоединился от тРНК в составе рибосомы.
Аналогично у представителей двух доменов (архебактерий и бактерий) стоп-кодон UAG прочитывается как 22-я аминокислота пирролизин.
Отличия от универсального кода имеются и в митохондриальной ДНК (см. раздел Особенности).